# Елена Кантакузина (императрица Трапезунда)
Елена Кантакузина (греч. Ελένη Καντακουζηνή, ум. в 1463 году) — вторая супруга последнего императора Трапезунда Давида. Последняя императрица Трапезунда. Современные исследования ставят под сомнение факт её существования.

## Происхождение
Елена Кантакузина — дочь Димитрия I Кантакузина, правителя Морейского деспотата в 1383 году (по другой информации его внучка), сестра Георгия Палеолога Кантакузина, командующего обороной крепости Смедерево в 1456 году, и внучка императора Матфея Асеня Кантакузина.
Основным источником информации о Елене Кантакузине и её предках, является трактат Феодора Спандуниса «О происхождении османских императоров» 1538 года. Спандунис сам был из семьи Кантакузинов: он был сыном Матфея Спандуниса и Евдокии Кантакузины, внучки Георгия Палеолога Кантакузина.
Спандунис упоминает, что последняя императрица Трапезунда Елена была сестрой его деда Георгия Палеолога Кантакузина. Это противоречит Масарельской рукописи, которая хранится в Ватикане. В этой рукописи действительно упоминается, что сестра Георгия Палеолога Кантакузина была замужем за императором Трапезунда. Но, по словам автора рукописи, этой женщиной была Феодора Кантакузина, и она была женой не Давида Комнина, а его отца Алексия IV Великого Комнина. Спандунис, однако, настаивает на том, что последней императрицей Трапезунда является Елена Кантакузина, и трудно определить, какая информация верна. В Масарельской рукописи ничего не говорится о Елене Кантакузине. Это заставляет многих историков сомневаться в её существовании. Они полагают, что история Спандуниса относится к Марии Готской — княжне крымского государства Феодоро, упоминаемой как жена императора Давида в Масарельской рукописи.

## Жизнь
15 августа 1461 года османский султан Мехмед II вынудил императора Давида отдать свой трон в обмен на пенсию. Давид и его семья поселились в поместье возле Серры в долине реки Струмы; их годовой доход составлял около трёхсот тысяч сребреников. Хотя, по-видимому, Елена была с ним, историк Дональд Никол привёл источник, в котором говорится, что Давид отправил её в убежище вместе с гурийским князем Мамиа до прибытия Мехмеда под стены Трапезунда. Через два года его бывший слуга Георгий Амируци обвинил Давида в сговоре против Мехмеда, и бывший император и все его сыновья были казнены 1 ноября 1463 года.
По словам историка начала XVI-го века Феодора Спандуниса, Елена пережила своего мужа и сыновей. Султан приказал выставить трупы бывшего императора и принцев за стенами Константинополя. Когда Феодора своими руками вырыла могилы и похоронила своих близких, её приговорили к уплате штрафа в размере 15 тысяч дукатов; в противном случаю её саму постигла бы та же участь. Её слуги собрали деньги, но после этого Елена надела мешковину и умерла спустя несколько дней в соломенной хижине рядом с могилами её родных.

## Дети
- Василий Великий Комнин (уб. 1 ноября 1463)
- Мануил Великий Комнин (уб. 1 ноября 1463)
- Георгий Великий Комнин (уб. 1 ноября 1463)
- Анна Великая Комнина (1447 — после 1463); 1-й муж: с 1462 Мохаммед Заган Паша, беклербек Македонии; 2-й муж: Синан-бек, сын Ильван-бека
- N. дочь Великая Комнина, муж: Мамиа Гуриели, князь Гурии

Из-за неопределённости, связанной с самим фактом существования Елены Кантакузины, некоторые учёные предполагают, что матерью этих детей была Мария Готская.